# Самбірська ратуша
Са́мбірська ра́туша — пам'ятка архітектури XVII—XIX ст. загальнодержавного значення у місті Самборі (Львівська область). У ратуші працюють міська рада та голова міста.

## Розташування
Ратуша розташована на центральному майдані міста, на площі Ринок, 1.

## Історія ратуші
Після отримання Самбором Магдебурзького права у 1390 році, за сприяння тодішнього старости Спитка з Мельштина, було споруджено першу самбірську ратушу. 

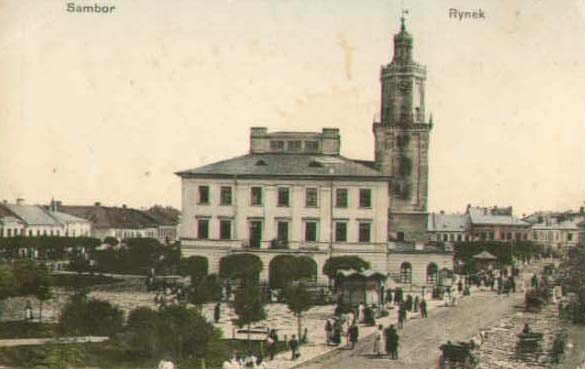
Самбірська ратуша, 1901 р.

Первісна ратуша була дерев'яною. Вона згоріла 1498 році разом з усіма навколишніми будинками. На початку XVI ст. збудували нову одноповерхову ратушу з невисокою вежею і годинником. Ця ратуша теж згоріла (1637 р.), а на її місці у 1638–1668 роках звели двоповерхову муровану з 40-метровою 8-гранною вежею та ліхтарем. Донині зберігся стародавній ренесансний портал. І хоча документів про його виготовлення не збереглося, його форми, чистота стилю промовляють про те, що цей портал виготовлено разом з первісною будовою і що його майстер був під впливом італійських майстрів, які працювали у Кракові. 1844 р. ратушу реконструйовано — добудовано вхідні портики, змінено місце входу і влаштовано нові фасади.
На південному боці ратушної вежі, у 1760 році, було встановлено образ Матері Божої, подарований польським священиком Валентином Дудкевичем. У 1877 році цей образ замінено на виготовлений з мідної бляхи. Він простояв до приходу совітів у 1939 році. У 1997 році на цьому місці встановлено гіпсову фігуру Матері Божої.
У 1885 році на ратушній вежі вмонтовано годинник, куплений у Празі в годинникаря Ґейнца, з боєм та циферблатами на чотири боки (місту годинник обійшовся в чималу на ті часи суму: 1200 злотих). Колись годинник уночі підсвічувався. 1980 р. його було відремонтовано, але циферблат на північному боці залишився недіючим.
Над портиком при боковому вході в ратушу встановлено герб міста, який перезатвердив для Самбора австрійський цісар Йосиф II привілеєм від 26 червня 1788 року. Це блакитний щит, на якому зображено оленя, що біжить справа наліво. Шия оленя прошита стрілою. Вгорі щит прикрашено золотою короною.

## Архітектура
Будівля ратуші кам'яна, прямокутна у плані, коридорної системи. Основний, квадратний в плані, триповерховий об'єм має розміщену в центрі сходову клітку, освітлену верхнім світлом. Західний та східний фасади акцентовані одноярусними трьохарковими портиками.
Приміщення першого поверху перекрите хрестовими, циліндричними та парусно-зімкненими склепіннями. Висотним елементом будівлі є триярусна, квадратна в плані вежа з південного боку. Її верхній восьмигранний ярус із годинниками завершений восьмигранним ліхтарем.

## Легенди
За переказами, Лжедмитрій I з балкону самбірської ратуші виголосив свою першу промову до шляхти, закликаючи у похід на Москву.

## Галерея

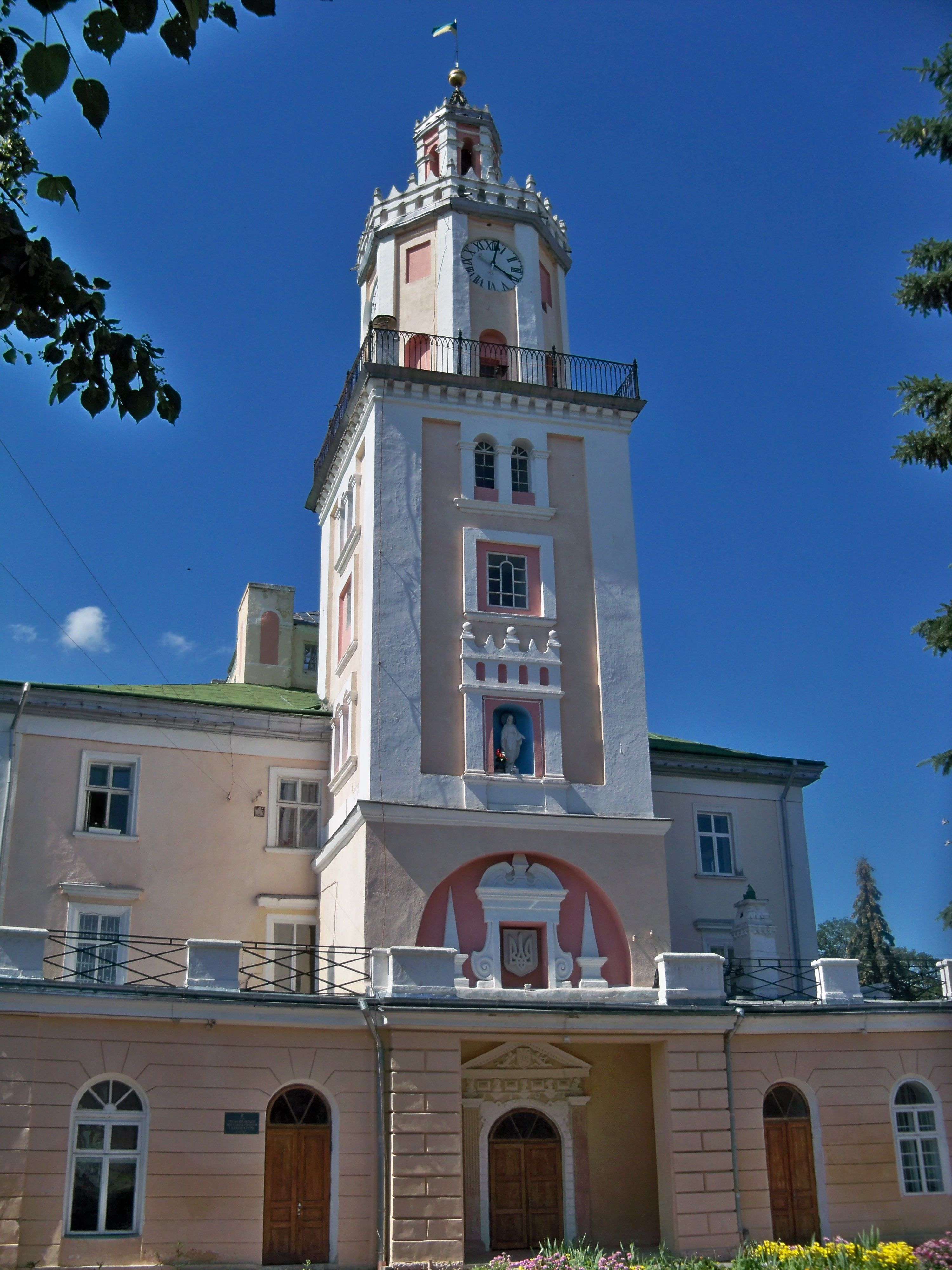
Головний фасад
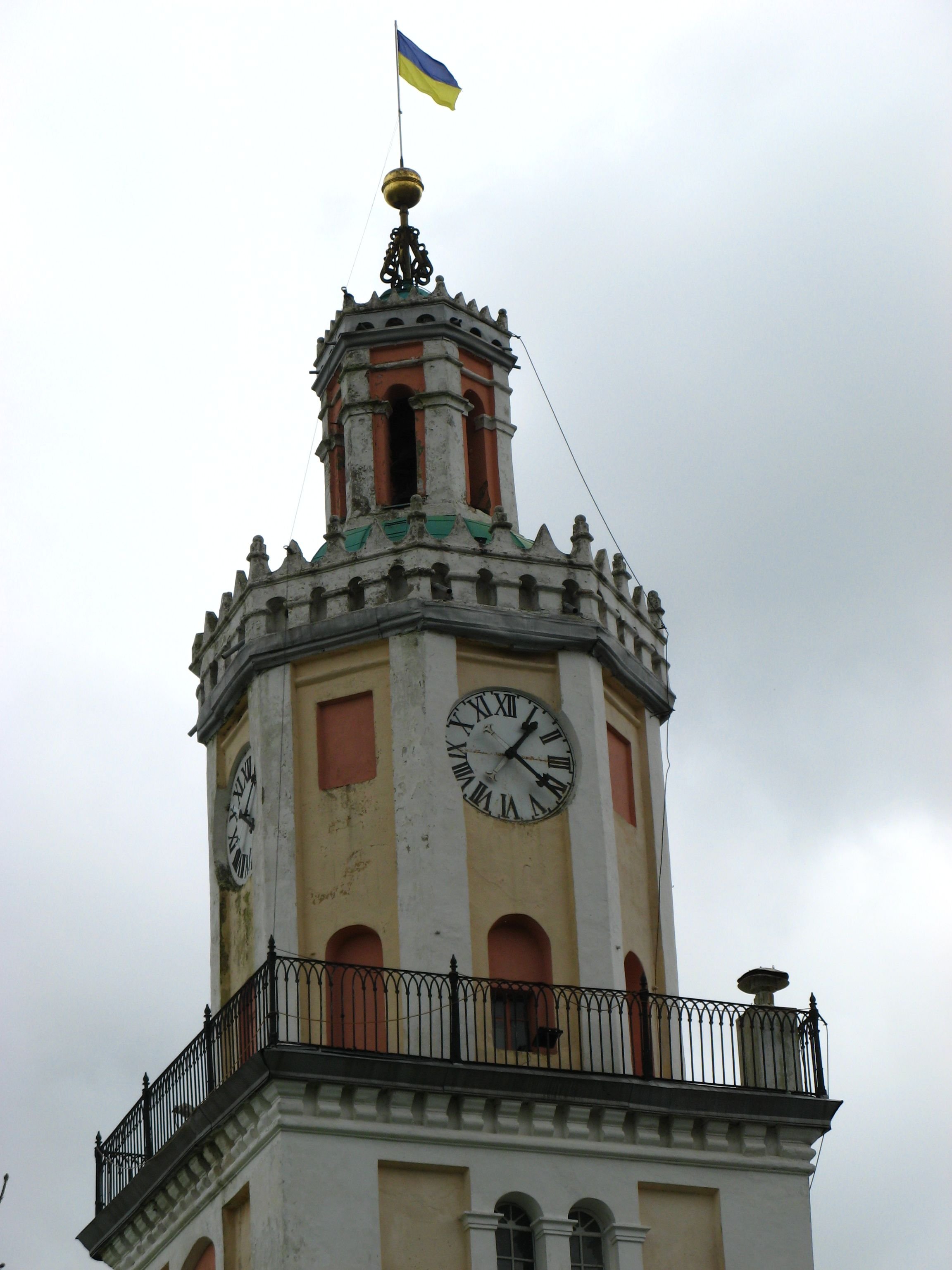
Ратушний годинник і ліхтар
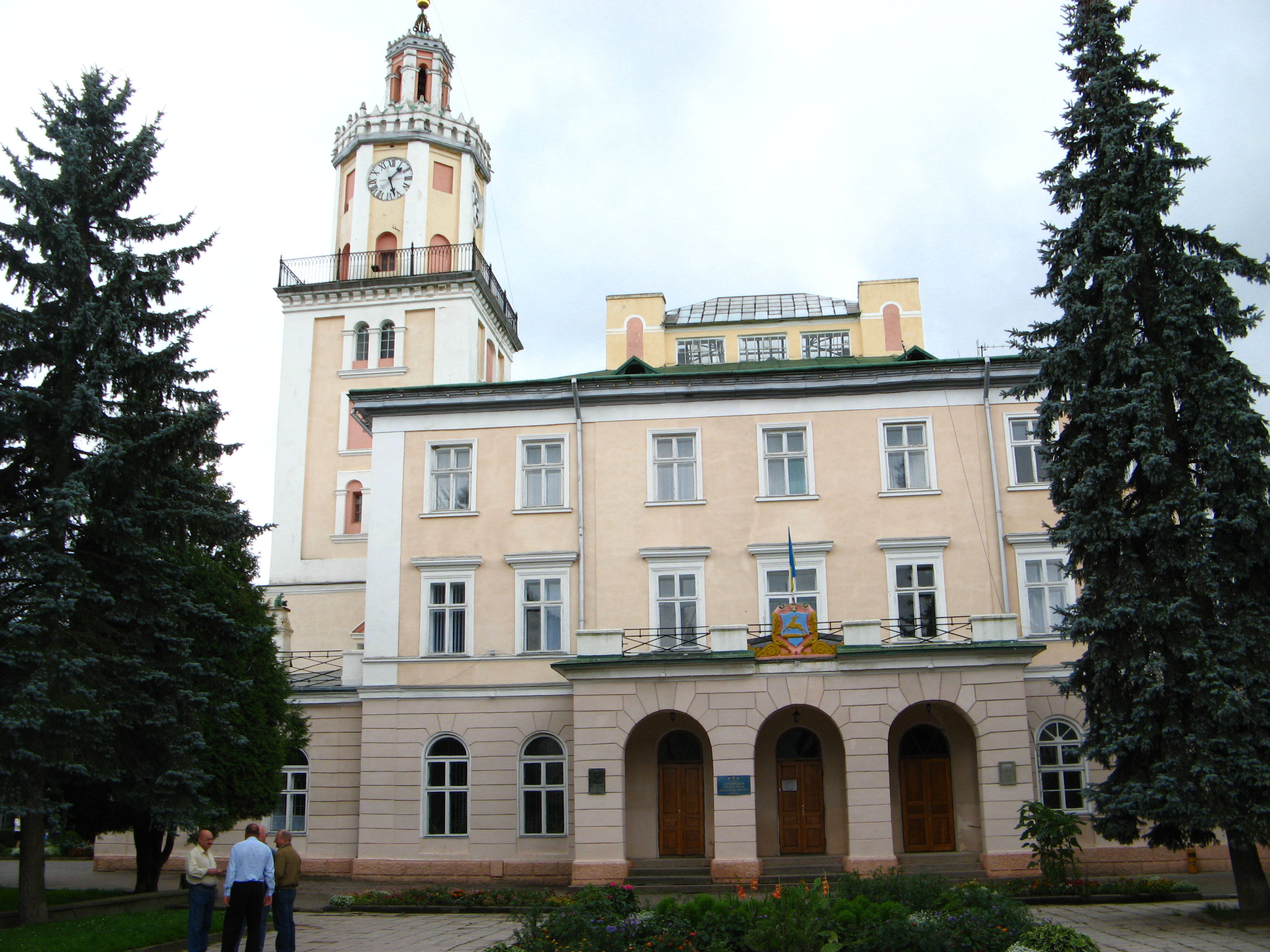
Північно-східний фасад
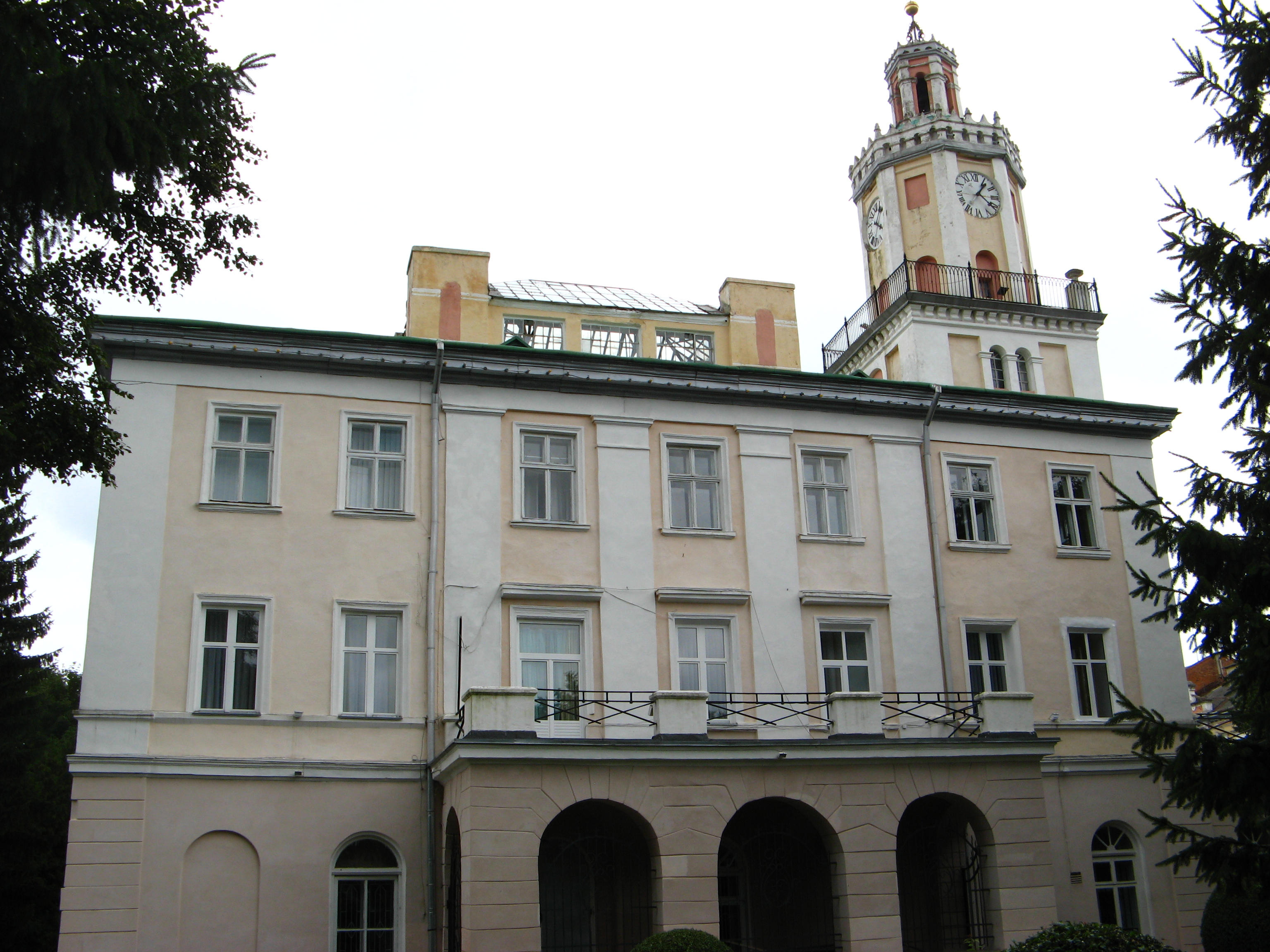
Південно-західний фасад
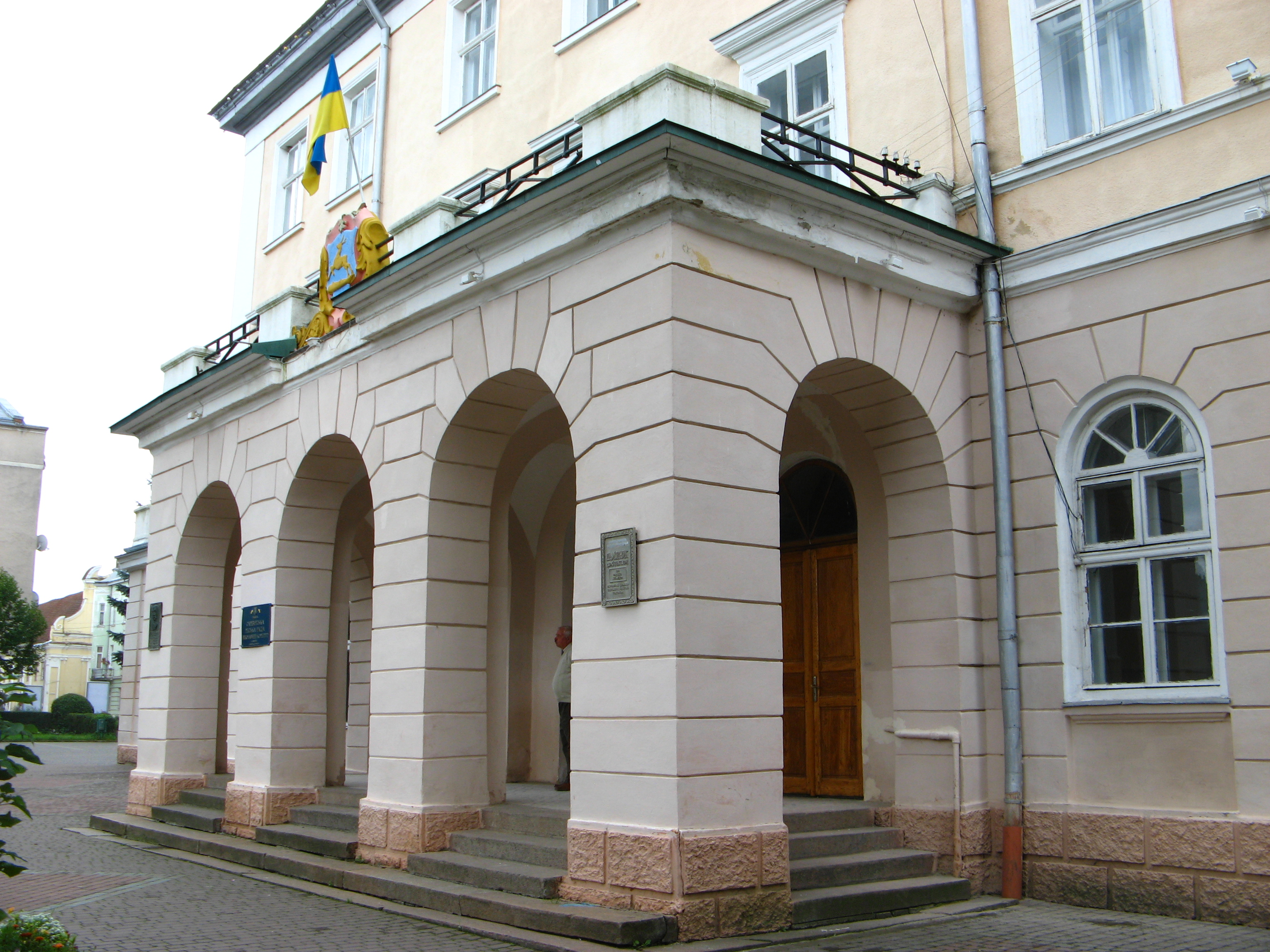
Портик при вході до приміщення міської ради
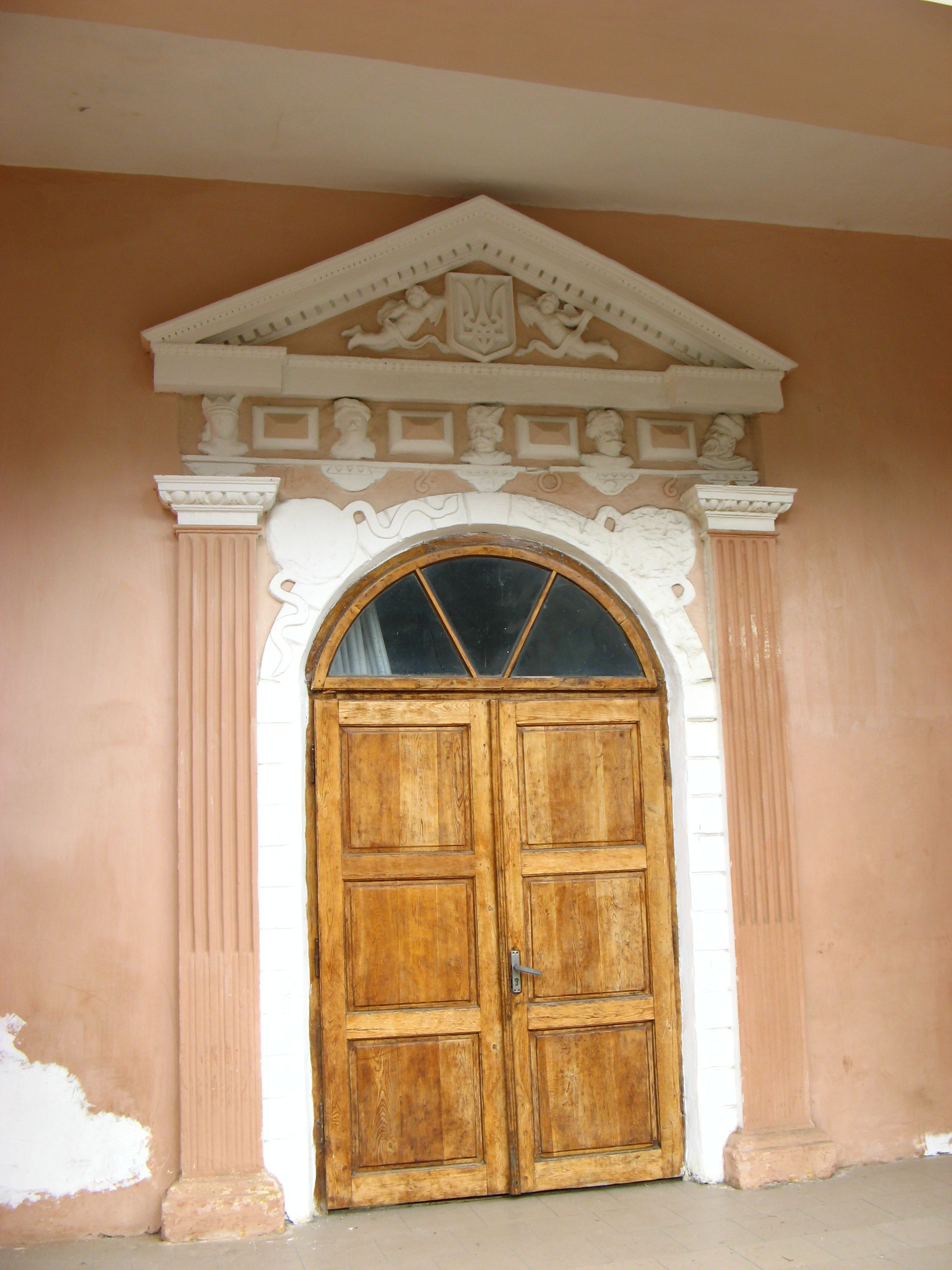
Ренесансний портал (сучасний елемент — тризуб)
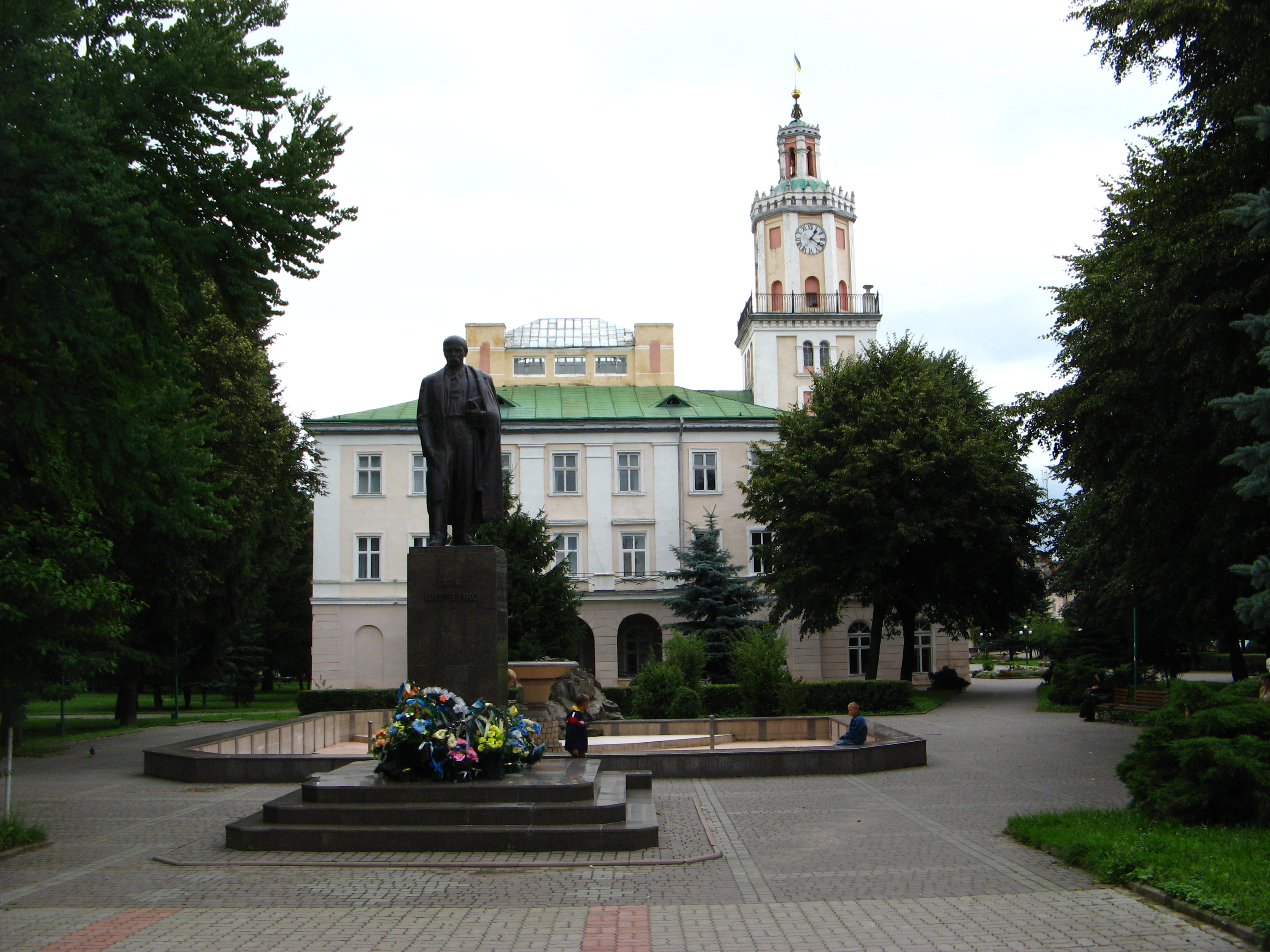
Пам'ятник Т. Г. Шевченкові біля ратуші
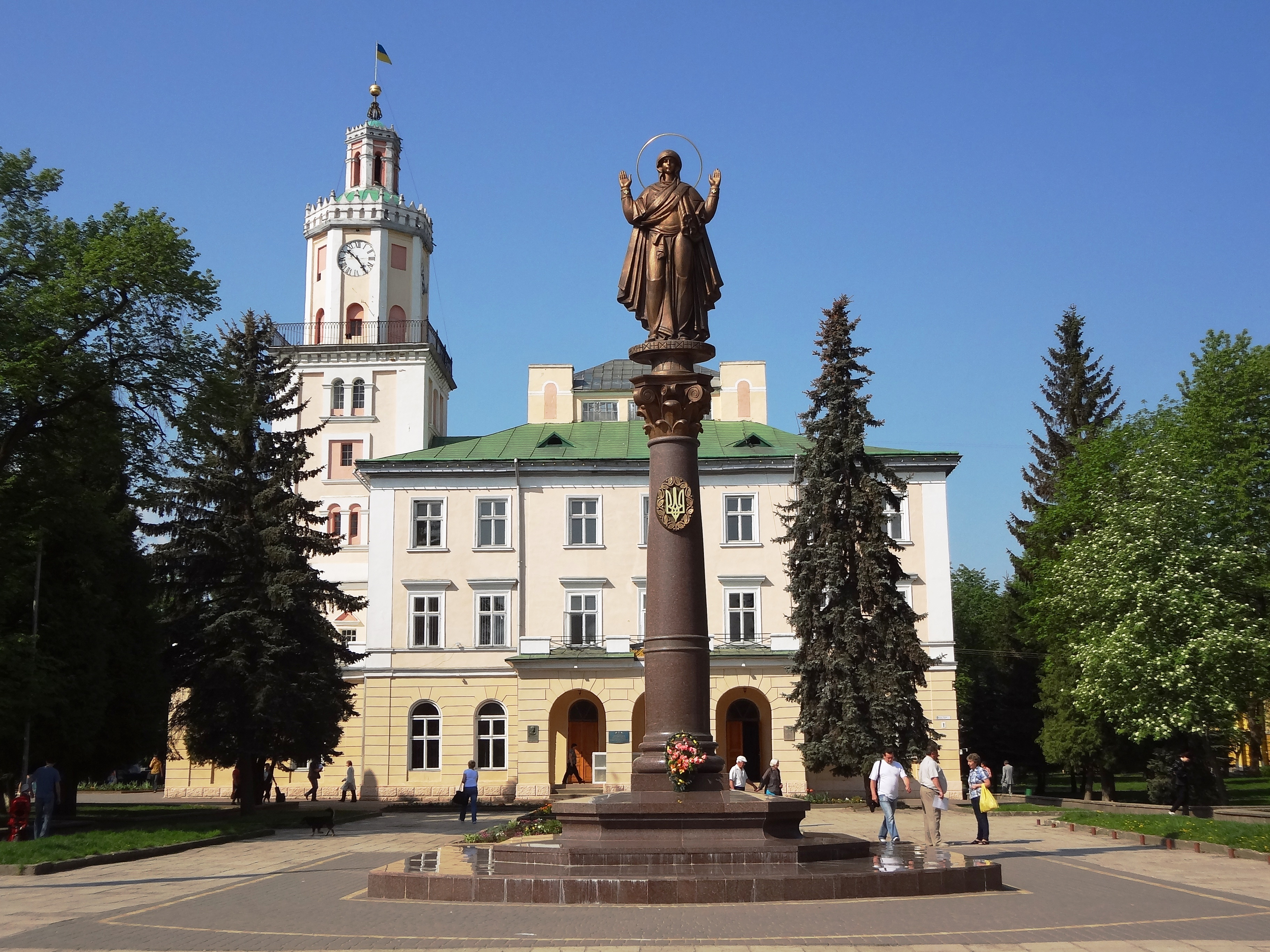
Пам'ятник "Матері-Україні" біля ратуші
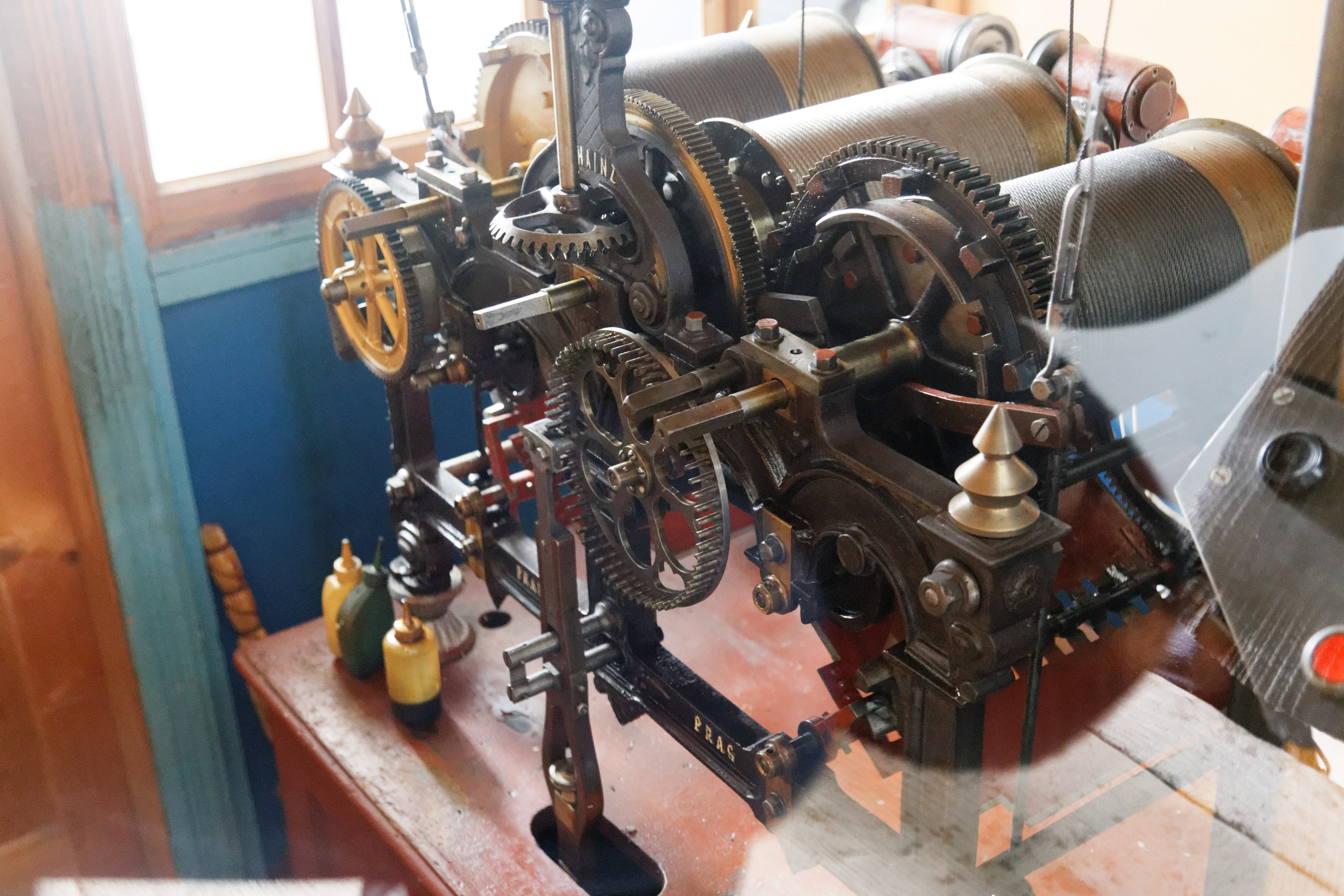
Годинниковий механізм. Виробник: Ludvík Hainz, Praha. 1880-ті роки
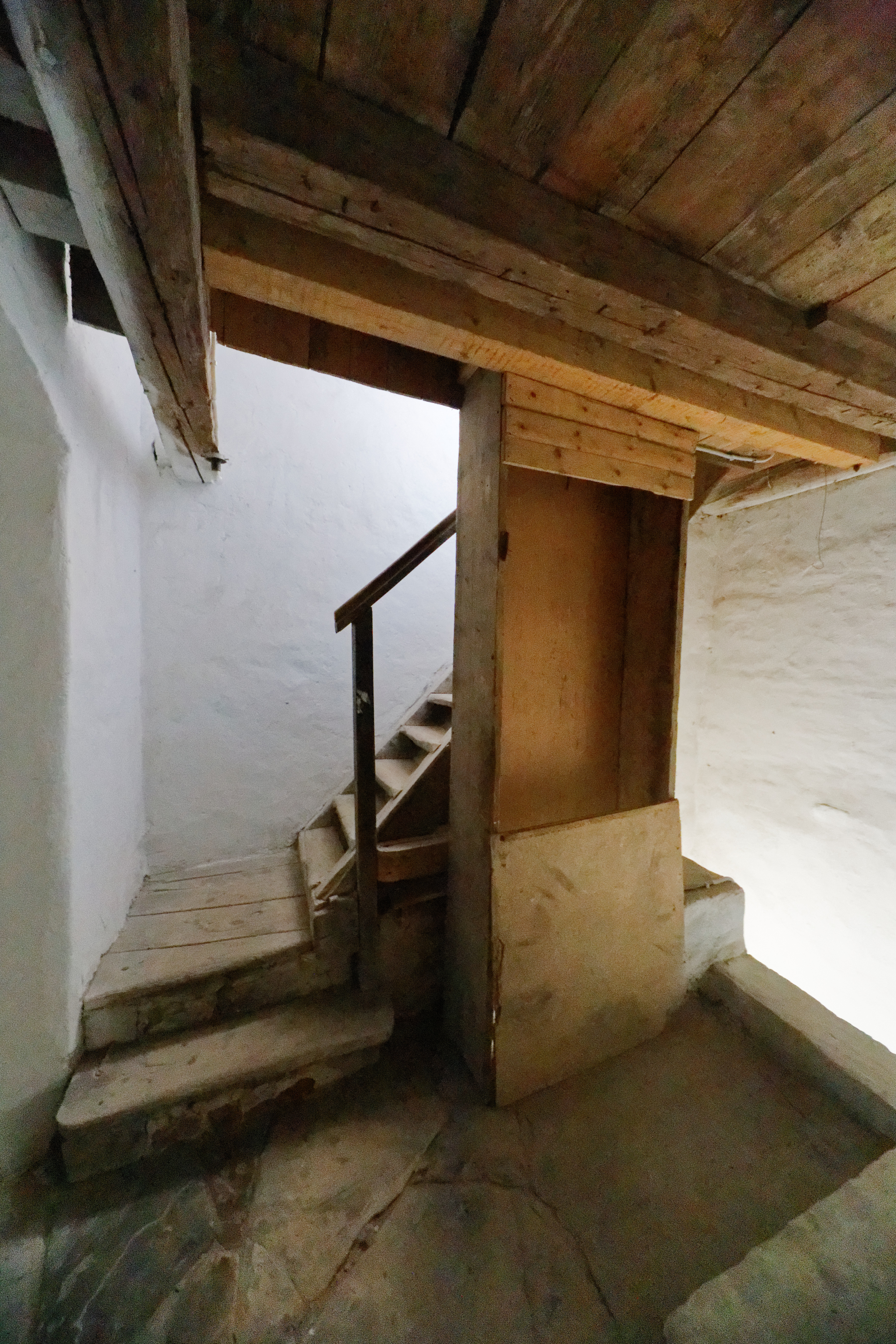
Інтер'єр вежі Самбірської ратуші
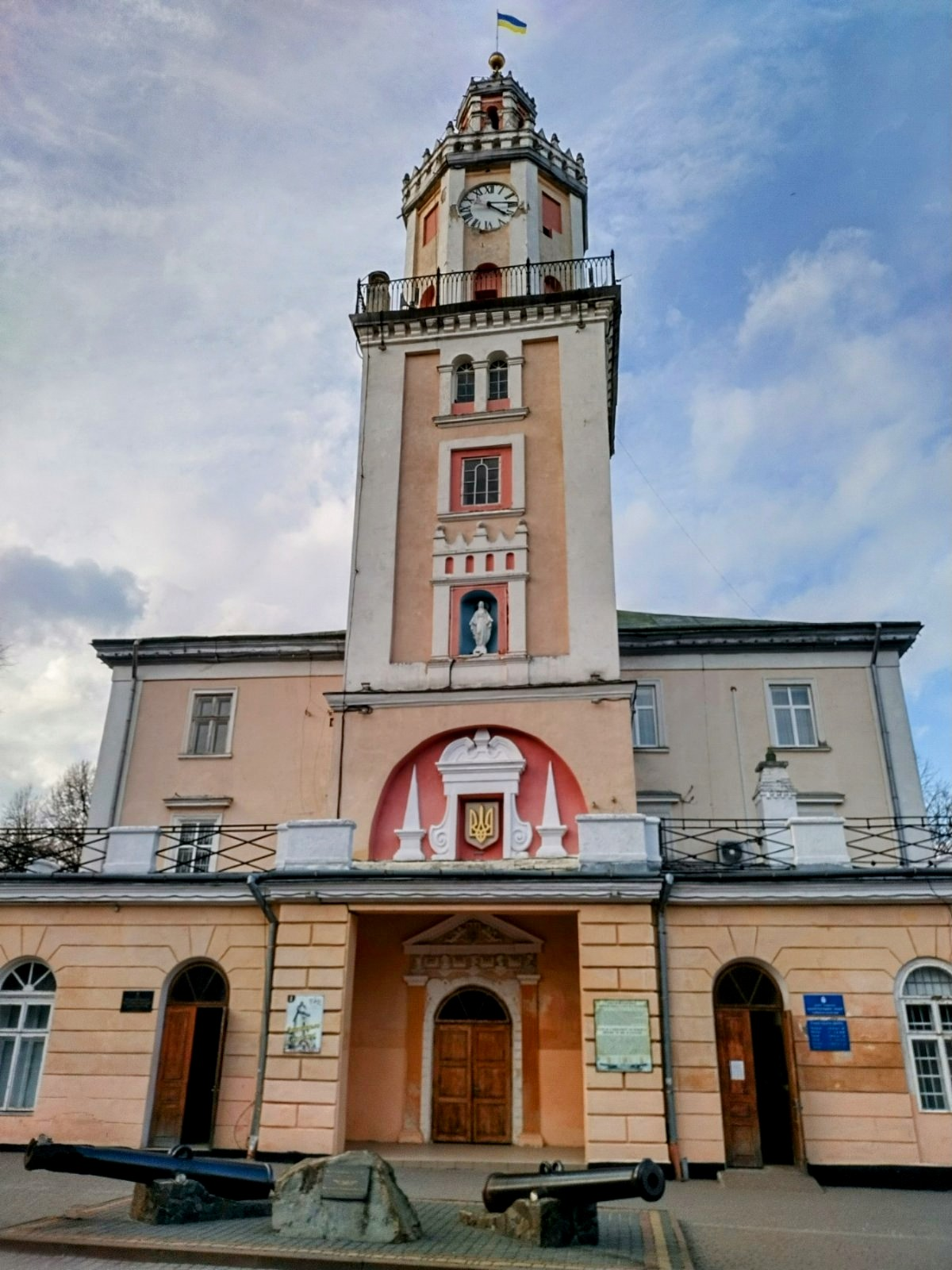
Головний фасад ратуші і гармати